# Écurie Espadon
Écurie Espadon – szwajcarski zespół wyścigowy, uczestniczący w Formule 1 w latach 1950–1953.

## Wyniki w Formule 1
| Legenda oznaczeń w tabelach wyników Wyświetl szablon na nowej stronie | Legenda oznaczeń w tabelach wyników Wyświetl szablon na nowej stronie                                                                     |
| Oznaczenie                                                            | Wyjaśnienie |
| --------------------------------------------------------------------- | --- |
| Złoty                                                                 | Zwycięzca lub mistrzostwo |
| Srebrny                                                               | 2. miejsce lub wicemistrzostwo |
| Brązowy                                                               | 3. miejsce lub II wicemistrzostwo |
| Zielony                                                               | Ukończył, punktował (w klasyfikacji generalnej, gdy zdobył co najmniej jeden punkt na przestrzeni sezonu, poza trzema powyższymi opcjami) |
| Niebieski                                                             | Ukończył, nie punktował (w klasyfikacji generalnej, gdy nie zdobył co najmniej jednego punktu na przestrzeni sezonu)                      |
| Czerwony                                                              | Nie zakwalifikował się (NZ) |
| Czerwony                                                              | Nie prekwalifikował się (NPK) |
| Różowy                                                                | Nie ukończył (NU) |
| Różowy                                                                | Niesklasyfikowany (NS) (w klasyfikacji generalnej, gdy nie został sklasyfikowany w żadnym wyścigu sezonu)                                 |
| Czarny                                                                | Zdyskwalifikowany (DK) |
| Czarny                                                                | Wykluczony (WYK/EX) |
| Biały                                                                 | Nie wystartował (NW) |
| Biały                                                                 | Kontuzjowany (K/INJ) |
| Biały                                                                 | Wyścig odwołany (OD/C) |
| Bez koloru                                                            | Został wycofany (WYC/WD) |
| Bez koloru                                                            | Nie przybył (NP/DNA) |
| Bez koloru                                                            | Nie brał udziału w treningach (NT/DNP) |
| Bez koloru                                                            | Nie został zgłoszony (–) |
| Pogrubienie                                                           | Start z pole position |
| Kursywa                                                               | Najszybsze okrążenie wyścigu |
| †                                                                     | Nie ukończył, ale jego rezultat został zaliczony ze względu na przejechanie więcej niż 90% dystansu wyścigu.                              |
| *                                                                     | Sezon w trakcie |
| 1/2/3                                                                 | Punktowana pozycja w sprincie kwalifikacyjnym                                                                                             |
| Lista systemów punktacji Formuły 1                                    | |

| Rok  | Konstruktor                   | Kierowcy         | Wyniki w poszczególnych eliminacjach | Wyniki w poszczególnych eliminacjach | Wyniki w poszczególnych eliminacjach | Wyniki w poszczególnych eliminacjach | Wyniki w poszczególnych eliminacjach | Wyniki w poszczególnych eliminacjach | Wyniki w poszczególnych eliminacjach | Wyniki w poszczególnych eliminacjach | Wyniki w poszczególnych eliminacjach | Wyniki kierowców | Wyniki kierowców | Wyniki konstruktora | Wyniki konstruktora |
|      |                               |                  | GBR                                  | MON                                  | 500                                  | SWI                                  | BEL                                  | FRA                                  | ITA                                  |                                      |                                      | Punkty           | Pozycja          | Punkty              | Pozycja             |
| ---- | ----------------------------- | ---------------- | ------------------------------------ | ------------------------------------ | ------------------------------------ | ------------------------------------ | ------------------------------------ | ------------------------------------ | ------------------------------------ | ------------------------------------ | ------------------------------------ | ---------------- | ---------------- | ------------------- | ------------------- |
| 1950 | Società Valdostana Automobili | Rudolf Fischer   | -                                    | -                                    | -                                    | NW                                   | -                                    | -                                    | -                                    |                                      |                                      | 0                | NS               | –*                  | –*                  |
|      |                               |                  | SWI                                  | 500                                  | BEL                                  | FRA                                  | GBR                                  | GER                                  | ITA                                  | ESP                                  |                                      | Punkty           | Pozycja          | Punkty              | Pozycja             |
| 1951 | Ferrari                       | Rudolf Fischer   | 11                                   | -                                    | -                                    | -                                    | -                                    | 6                                    | -                                    | -                                    |                                      | 0                | 21               | –*                  | –*                  |
| 1951 | Veritas Meteor                | Peter Hirt       | NU                                   | -                                    | -                                    | -                                    | -                                    | -                                    | -                                    | -                                    |                                      | 0                | NS               | –*                  | –*                  |
|      |                               |                  | SWI                                  | 500                                  | BEL                                  | FRA                                  | GBR                                  | GER                                  | HOL                                  | ITA                                  |                                      | Punkty           | Pozycja          | Punkty              | Pozycja             |
| 1952 | Ferrari                       | Rudolf Fischer   | 2                                    | -                                    | -                                    | 11†                                  | 13                                   | 3                                    | -                                    | NU                                   |                                      | 10               | 4                | –*                  | –*                  |
| 1952 | Ferrari                       | Peter Hirt       | 7                                    | -                                    | -                                    | 11†                                  | NU                                   | -                                    | -                                    | -                                    |                                      | 0                | 30               | –*                  | –*                  |
| 1952 | Ferrari                       | Rudolf Schoeller | -                                    | -                                    | -                                    | -                                    | -                                    | NU                                   | -                                    | -                                    |                                      | 0                | NS               | –*                  | –*                  |
| 1952 | Ferrari                       | Hans Stuck       |                                      | -                                    | -                                    | -                                    | -                                    | -                                    | -                                    | NZ                                   |                                      | 0                | NS               | –*                  | –*                  |
|      |                               |                  | ARG                                  | 500                                  | HOL                                  | BEL                                  | FRA                                  | GBR                                  | GER                                  | SWI                                  | ITA                                  | Punkty           | Pozycja          | Punkty              | Pozycja             |
| 1953 | Ferrari                       | Kurt Adolff      | -                                    | -                                    | -                                    | -                                    | -                                    | -                                    | NU                                   | -                                    | -                                    | 0                | NS               | –*                  | –*                  |
| 1953 | Ferrari                       | Peter Hirt       | -                                    | -                                    | -                                    | -                                    | -                                    | -                                    | -                                    | NU                                   | -                                    | 0                | NS               | –*                  | –*                  |
| 1953 | Ferrari                       | Max de Terra     | -                                    | -                                    | -                                    | -                                    | -                                    | -                                    | -                                    | 8                                    | -                                    | 0                | 35               | –*                  | –*                  |

* – przed 1958 nie przyznawano punktów w klasyfikacji konstruktorów.
† – bolid współdzielony